# جان بيار غراند
جان بيار غران (بالفرنسية: Jean-Pierre Grand) هو سياسي فرنسي، ولد في 18 نوفمبر 1950 في مونبلييه في فرنسا. حزبياً، نشط في الاتحاد من أجل حركة شعبية والتجمع من أجل الجمهورية.

## مناصب
- انتخب عضو مجلس الشيوخ الفرنسي.
- انتخب عضو مجلس جهوي.
- انتخب رئيس بلدية [الإنجليزية]‏ Castelnau-le-Lez [الإنجليزية]‏ (14 مارس 1983 –).
- انتخب نائب فرنسي.
- انتخب نائب برلماني [الإنجليزية]‏ (2002 – 2012).